# Kītekeh
Kītekeh (persiska: كيتِكِه, کیتکه, كِتِكِه) är en ort i Iran.   Den ligger i provinsen Västazarbaijan, i den nordvästra delen av landet, 500 km väster om huvudstaden Teheran. Kītekeh ligger 1 507 meter över havet och antalet invånare är 291.
Terrängen runt Kītekeh är huvudsakligen kuperad. Kītekeh ligger nere i en dal. Runt Kītekeh är det ganska tätbefolkat, med 60 invånare per kvadratkilometer. Närmaste större samhälle är Sūnīās, 18,3 km söder om Kītekeh. Trakten runt Kītekeh består i huvudsak av gräsmarker.